# Gold Coast
Gold Coast (in italiano nota anche come la Costa d'oro) è una città dell'Australia, nello stato del Queensland, situata a ridosso del confine con il Nuovo Galles del Sud, e a circa 70 km a sud della capitale dello Stato, Brisbane. Al censimento del 2016, la popolazione ammontava a 638 090 abitanti, facendo della Costa d'oro la sesta città d'Australia, nonché la più grande tra le città non capitali australiane e la seconda del Queensland.
Il primo insediamento in quello che oggi è il Queensland sudorientale fu una colonia penale nella zona di Redcliffe, mentre la regione della Costa d'Oro rimase praticamente disabitata fino a quando, nel 1823, l'esploratore John Oxley approdò a Mermaid Beach. Successivamente, la presenza di cedro rosso nella regione interna attirò coloni nell'area nel tardo XIX secolo. Quindi, nel 1875, venne fondata la città di Southport, che ben presto acquisì la reputazione di appartata destinazione vacanziera per la ricca borghesia della vicina Brisbane.
La regione della Costa d'oro crebbe significativamente dopo l'apertura dei primi alberghi a Surfers Paradise negli anni venti. La grande espansione si registrò tuttavia negli anni Ottanta, quando Gold Coast divenne una destinazione turistica a vocazione internazionale e grazie all'ingrandimento, nel 1994, del governo locale della città di Gold Coast in modo tale che comprendesse la maggior parte dell'area metropolitana della Costa d'oro.
All'inizio del ventunesimo secolo la città, con il suo soleggiato clima subtropicale, è una delle più note località turistiche australiane ed è conosciuta per le sue spiagge, dove è possibile praticare il surf, per i suoi grattacieli, per i suoi parchi divertimento, per la sua vita notturna e per l'incontaminata foresta tropicale situata all'interno del territorio. È inoltre lo sfondo e il centro di produzione per la maggioranza dei film del Queensland. Gold Coast ha ospitato tra il 4 e il 15 aprile 2018 i XXI Giochi del Commonwealth.

## Geografia fisica

### Territorio
Il territorio della Costa d'oro è approssimativamente per metà occupato da foreste di varia tipologia, tra cui antichi tratti di foresta pluviale recentemente ripristinati, isole di mangrovie, tratti di macchia mediterranea lungo la costa, terreni agricoli e aree ricoperte dall'onnipresente eucalipto. Poco rimane, invece, delle piantagioni di pini introdotte negli anni Cinquanta e Sessanta, quando venne attuata una politica, incoraggiata dal governo, di vantaggi fiscali per la coltivazione forestale a fini commerciali.
La Costa d'oro giace nell'angolo sudorientale dello stato del Queensland, a sud della capitale Brisbane. Il fiume Alberto separa la da Logan City, un sobborgo di Brisbane.
La città di Gold Coast si allunga da Beenleigh e l'isola Russell fino al confine con il Nuovo Galles del Sud per circa 56 km, e si estende dalla costa verso ovest fino ai piedi della Grande Catena Divisoria lambendo il parco nazionale di Lamington, patrimonio dell'umanità.
Il punto più meridionale della Costa d'oro, Coolangatta, città gemella di Tweed Heads, situata appena al di là del confine con il Nuovo Galles del Sud, comprende Point Danger e il suo faro. Le coordinate 28°10′00″S 153°33′00″E / 28.1667°S 153.55°E / -28.1667; 153.55 indicano il punto più orientale del Queensland continentale (Point Lookout sull'isola costiera di North Stradbroke è leggermante più a est). A partire da Coolangatta, all'incirca 40 km di spiagge destinate al turismo si protraggono verso nord fino al sobborgo di Main Beach, e quindi proseguono ancora in direzione dell'isola di Stradbroke.
I quartieri di Southport e Surfers Paradise costituiscono il centro della città. Il corso d'acqua più importante dell'area è il fiume Nerang. Buona parte della terra tra la striscia costiera e l'interno erano una volta paludi drenate da questo fiume, ma gli stagni sono stati convertiti in canali (lunghi in totale 260 km, vale a dire oltre 9 volte la lunghezza dei canali di Venezia) e isole artificiali occupate da residenze di lusso. La fortemente edificata striscia costiera si basa su una sottile striscia di sabbia tra questi canali artificiali e il mare.
A occidente, Gold Coast confina con parte della Grande Catena Divisoria, area comunemente denominata l'hinterland di Gold Coast. Una sezione di 206 km2 della regione montuosa è protetta dall'istituzione del parco nazionale di Lamington ed è stata inserita nella lista dei patrimonî dell'umanità in qualità delle sue "incredibili caratteristiche geologiche mostrate intorno crateri vulcanici a scudo e l'elevato numero di specie rare e minacciate". L'area attrae numerosi campeggiatori e gitanti.

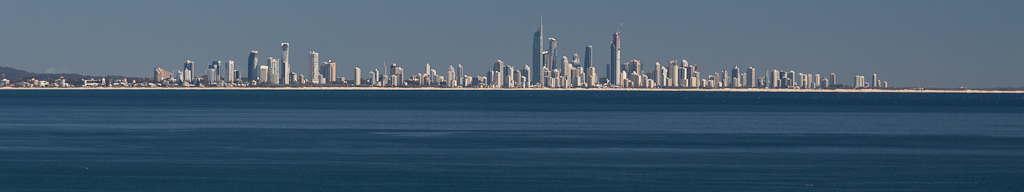
La Costa d'Oro vista da Burleigh Heads

### Clima
La Costa d'oro gode di un clima subtropicale umido (classificazione climatica Köppen Cfa), con inverni miti ed estati calde e umide. Le precipitazioni avvengono essenzialmente durante la stagione estiva principalmente sotto forma di temporali e violenti scrosci che possono occasionalmente durare fino ad alcune settimane, mentre l'inverno è piacevolmente mite e tiepido, e le precipitazioni sono scarse. Infatti, è proprio per questa sua ultima particolarità climatica che la Costa d'Oro e la costa del Sole Splendente (Sunshine Coast) —la regione costiera a nord di Brisbane— sono località rinomate a livello mondiale. La temperatura minima registrata è stata di 2.5 °C il 19 luglio 2007, mentre la massima registrata è stata di 40.5 °C il 22 febbraio 2005, sebbene raramente si riscontrino temperature superiori ai 35 °C in estate e inferiori ai 5 °C in inverno.
|                                  | G     | F     | M     | A     | M     | G     | L    | A    | S    | O    | N     | D     | Annuale |
| -------------------------------- | ----- | ----- | ----- | ----- | ----- | ----- | ---- | ---- | ---- | ---- | ----- | ----- | ------- |
| Temperatura massima media (°C)   | 28.7  | 28.6  | 27.8  | 25.9  | 23.5  | 21.3  | 21.1 | 21.9 | 23.9 | 25.4 | 26.8  | 27.8  | 25.2    |
| Temperatura minima media (°C)    | 21.8  | 20.5  | 20.8  | 18.3  | 15.3  | 13.2  | 12.0 | 12.5 | 14.8 | 16.9 | 19.0  | 20.5  | 17.2    |
| Media precipitazioni (mm)        | 136.6 | 172.3 | 110.8 | 134.3 | 111.8 | 111.7 | 50.1 | 61.4 | 44.3 | 88.6 | 117.5 | 136.2 | 1294.5  |
| N. medio di giorni piovosi > 1mm | 9.2   | 10.3  | 11    | 9.1   | 8.6   | 7.2   | 5.1  | 4.5  | 5.4  | 6.3  | 8.9   | 9.1   | 94.7    |

## Storia

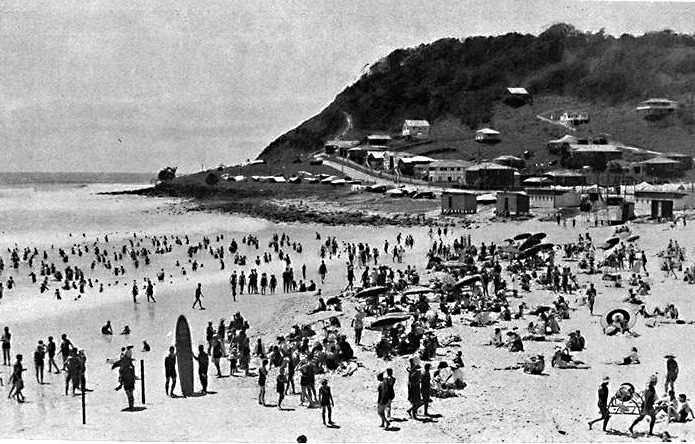
La spiaggia di Burleigh Heads nel 1939

Il luogotenente James Cook divenne il primo europeo ad annotare l'esistenza della regione quando navigò lungo la costa del Queensland il 16 maggio 1770, mentre il capitano Matthew Flinders, un esploratore che scandagliava il continente a nord della colonia del Nuovo Galles del Sud, vi passò nel 1802. Fuggitivi dall'insediamento penale di Moreton Bay si nascosero nell'area.
La regione rimase in gran parte disabitata da parte degli europei fino al 1823 quando l'esploratore John Oxley attraccò a Mermaid Beach, così chiamata dopo l'avvistamento di un cutter denominato Sirena. La provvigione, nella regione interna, di numerosi aceri rossi attirò per la prima volta persone nell'area a metà del XIX secolo. Il territorio fu per la prima volta messo in vendita nel 1874, quando non era altro che un insieme di acquitrini, paludi e torrenti circondati da mangrovie. Occorsero 10 anni perché il territorio diventasse popolare come meta per le vacanze, e fu allora allestito un servizio di bus tra Brisbane e Gold Coast. Nel 1889 fu terminata la prima ferrovia, che fu rimossa però nel 1964.
Negli anni venti James Cavill costruì il Surfers Paradise Hotel ad Elston e ciò diede un impulso fondamentale per lo sviluppo del turismo a Gold Coast. Lo stesso Cavill comprò Elston, e le mutò nome in Surfers Paradise. Il grande boom del turismo si ebbe nel 1950 e negli anni sessanta, quando la costa era già tutta edificata. Iniziò quindi l'urbanizzazione nell'entroterra e dei territori paludosi, che furono bonificati. L'intera Gold Coast fu riconosciuta città solo nel 1959. Nel 1973 vi fu fondata l'azienda di abbigliamento Billabong.
La grande espansione si registrò tuttavia negli anni ottanta, quando Gold Coast divenne una destinazione turistica a vocazione internazionale grazie all'ingrandimento avvenuto nel 1994 da parte del governo locale della Città di Gold Coast, in modo tale che comprendesse la maggior parte dell'area metropolitana della Costa d'oro.

## Monumenti e luoghi d'interesse
La Q1 Tower di Gold Coast è stata, fino al 2011, l'edificio residenziale più alto al mondo, con 80 piani e 323 metri di altezza.

## Società
La popolazione di Gold Coast, che ha superato i 500 000 abitanti nel 2005 ed è in costante aumento, fa della città la seconda dello stato del Queensland, dopo la capitale Brisbane. Tra giugno 2010 e giugno 2011, il numero degli abitanti è cresciuto di 9 600 unità. Questa progressione è tuttavia da relativizzare nell'ottica per cui il 90 % delle agglomerazioni del Queensland hanno conosciuto una simile crescita durante lo stesso periodo. Eppure, la popolazione di Gold Coast è aumentata del 1,8 % tra il 2010 e il 2011, mentre quella della capitale e vicina Brisbane non è cresciuta che del 1,3 %. Gli abitanti arrivano, al censimento del 2016, a raggiungere le 638 090 unità, ma tale numero è destinato ad aumentare per il grande afflusso in arrivo dagli stati australiani del sud, senza contare gli immigrati provenienti da paesi esteri, attratti dalle spiagge ottime per il surf, il turismo e il clima mite in inverno e caldo in estate.

## Geografia antropica

### Struttura urbana
Gold Coast è divisa in sobborghi, località, città (towns) e distretti rurali.

### Quartieri e sobborghi
- Broadbeach
- Burleigh Heads
- Coolangatta
- Currumbin
- Greenmount
- Palm Beach
- Kirra
- Main Beach
- Miami
- Nobby Beach
- Parkwood
- Southport
- Surfers Paradise

## Economia
In meno di cinquant'anni, Gold Coast si è trasformata dalla piccola località di villeggiatura per i residenti della vicina Brisbane nella sesta città più grande d'Australia, la maggiore tra quelle non capitali. Situata lungo il corridoio di crescita del Queensland sudoccidentale, Gold Coast è una delle grandi città australiane con la crescita demografica più alta, con una media di incremento dell'1,8% ogni cinque anni al 2015, comparato al dato nazionale che si ferma al 1,5%. Il prodotto interno lordo della regione è cresciuto dai 9,7 miliardi di dollari australiani nel 2001 ai 15,6 miliardi di dollari australiani nel 2008, con una crescita del 61%. Il turismo rimane un settore fondamentale per l'economia della Costa d'Oro, capace di attirare quasi 10 milioni di visitatori ogni anno. Nel passato l'economia era trainata essenzialmente dalle industrie, basate sull'incessante afflusso di popolazione, delle costruzioni, del turismo e del commercio. Oggi invece ha preso luogo una certa diversificazione dell'economia, che ora dispone di una base costituita dai settori dell'educazione, del turismo balneare, dei trasporti marittimi, delle telecomunicazioni, della tecnologia e delle attività sportive. Il tasso di disoccupazione di Gold Coast (5.6%) è inferiore a quello nazionale (5,9%). Southport, proclamato area di sviluppo prioritario (PDA), e i nuovi investimenti nel quartiere commerciale centrale (CBD) stanno recando grandi trasformazioni alla città e stanno creando nuove opportunità di investimenti e di lavoro. Al centro di Gold Coast sta pertanto emergendo un distretto centrale rivitalizzato, dinamico e vivace, che potrà inserire la città tra i centri mondiali capaci di produrre innovazione, lavoro e stili di vita, così come di attrarre turisti.

### Produzione cinematografica
Gold Coast è il principale centro di produzione cinematografica del Queensland; sin dagli anni Novanta, la percentuale dei film girati in Queensland prodotti a Gold Coast si attesta al 75%, con un investimento annuo che si aggira attorno ai 150 milioni di dollari. La Costa d'oro è pertanto il terzo centro per importanza per produzione di film in Australia dopo Sydney e Melbourne.
La città è anche famosa per essere stata la location di molti serial televisivi di successo, tra cui: H2O e Mako Mermaids - Vita da tritone.

## Relazioni internazionali

### Gemellaggi
Gold Coast è gemellata con:
- Fort Lauderdale (Stati Uniti d'America), dal 1980
- Distretto di Horowhenua (Nuova Zelanda), dal 1982: sospeso
- Taipei (Taiwan), dal 1982
- Coolangatta (Australia), dal 1984: sospeso
- Corfù (Grecia), dal 1987: sospeso
- Natanya (Israele), dal 1987: sospeso
- Numea (Francia), dal 1992
- Ulan Bator (Mongolia), dal 1994: sospeso
- Takasu (Giappone), dal 1995
- Beihai (Cina), dal 1997
- Acapulco (Messico), dal 2000
- Dubai (Emirati Arabi Uniti), dal 2001